# Michael Mann
Michael Kenneth Mann (Chicago, 5 de febrer de 1943) és un director, guionista i productor de cinema estatunidenc.

## Biografia
El seu pare, Jack, era un immigrant rus veterà de la Segona Guerra Mundial, i la seva mare, Esther, era filla d'una família originària de Chicago. Mann va estar molt unit al seu pare i al seu avi patern, Sam Mann. Va créixer al veïnatge de Humboldt Park, i sent adolescent va introduir-se en l'emergent escena musical del blues de Chicago.
Va estudiar anglès a la Universitat de Wisconsin-Madison, en la que fou un membre actiu de la fraternitat Pi Lambda Phi, i desenvolupà una gran devoció per la història, la filosofia i l'arquitectura. Fou en aquesta època quan va veure la pel·lícula Dr. Strangelove, de Stanley Kubrick, i s'enamorà del cinema. De fet, considerà aquesta pel·lícula com una vertadera revelació, segons va narrar en el periòdic Weekly de Los Angeles.
Posteriorment estudià a la London's International Film School per iniciar la seva carrera en televisió en la dècada del 1970 en la sèrie Starsky i Hutch. La seva primera pel·lícula per al cinema fou Lladre, protagonitzada per James Caan i realitzada el 1981. El seu següent èxit professional vindria de la mà de l'arxiconeguda sèrie Miami Vice ('Corrupció a Miami'), de la qual és creador i productor, i que adaptaria el 2006 en la seva versió cinematogràfica. Posteriorment, el 1986, portaria al cinema la primera adaptació del famós personatge Hannibal Lecter amb Manhunter. El seu ascens i consagració davant de la indústria cinematogràfica, la crítica i el públic es produí després de realitzar L'últim dels mohicans, el 1992, i es confirmà amb Heat el 1995. Des de llavors ha estat considerat un dels millors directors del present cinema estatunidenc tant a nivell narratiu com visual.

## Característiques del seu cinema
Mann té un estil molt propi, en la majoria de les seves pel·lícules els protagonistes són homes solitaris, tenaços i amb valors morals definits, encara que moltes vegades siguin criminals. Les grans ciutats solen ser gairebé un personatge més en les seves pel·lícules i en elles aconsegueix transmetre un grau d'intimisme a primera vista impossible.
Empra molt els colors per a narrar les seves pel·lícules, així com música allunyada de les tradicionals bandes sonores i propera al pop-rock ambiental. També convé destacar-ne que com a director ha dirigit multitud d'actors premiats i nominats als famosos Oscars.

## Filmografia com a director
- 1971: Jaunpuri (curtmetratge)
- 1972: 17 Days Down the Line (curtmetratge)
- 1978: Vega$ (sèrie de televisió)
- 1979: The Jericho Mile (tv)
- 1981: Lladre
- 1983: The Keep
- 1986: Manhunter
- 1989: Miami Vice (tv)
- 1992: L'últim dels mohicans
- 1995: Heat
- 1999: El dilema
- 2001: Ali
- 2004: Collateral
- 2006: Miami Vice (pel·lícula)
- 2007: Arms and the Man
- 2008: The Few
- 2008: Damage Control
- 2009: Enemics públics
- 2015: Blackhat[1]